# Hemiancistrus annectens
Hemiancistrus annectens är en fiskart som först beskrevs av Regan, 1904.  Hemiancistrus annectens ingår i släktet Hemiancistrus och familjen Loricariidae. Inga underarter finns listade i Catalogue of Life.